# Turkmenistan
Il Turkmenistan, ufficialmente Repubblica del Turkmenistan (in turkmeno: Türkmenistan Respublikasy), è una repubblica presidenziale situata nell'Asia centrale. Ha una popolazione di 5,6 milioni di abitanti, la capitale è Aşgabat, che è anche città più popolosa. Confina con l'Iran e l'Afghanistan a sud e con l'Uzbekistan e il Kazakistan a nord e si affaccia sul Mar Caspio. È la seconda potenza economica dell'Asia centrale (dopo il Kazakistan) grazie ai suoi giacimenti ricchi di gas naturale e alla coltivazione del cotone.

## Storia

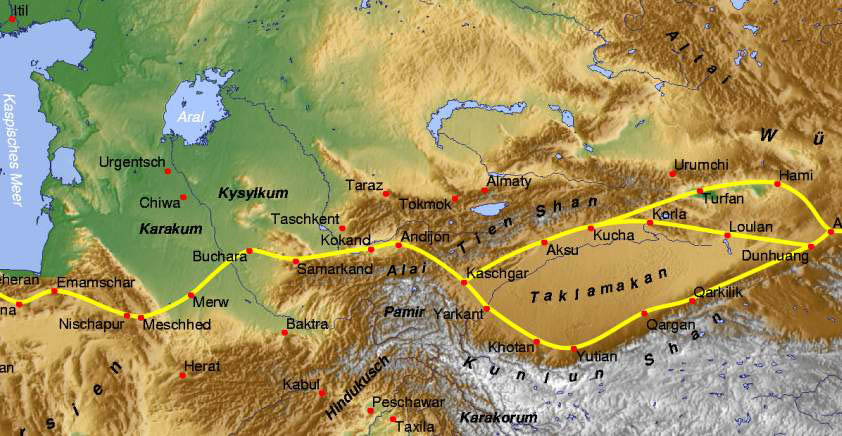
La via della seta passava per Merv, capitale dell'antico Turkmenistan (detto Margiana ai tempi dei Romani)

Il territorio corrispondente all'odierno Turkmenistan è stato abitato fin dall'antichità dalle tribù dei Turkmeni, probabilmente provenienti dai Monti Altai. I primi insediamenti umani nell'area sono databili tra il 7000 e il 5000 a.C. In italiano antico era nota come Turcomannia, ovvero la terra dei Turcomanni.
Il territorio fu in seguito conquistato da numerose diverse civilizzazioni. I persiani achemenidi conquistarono il territorio nel VI secolo a.C., Alessandro Magno occupò il Turkmenistan nel IV secolo a.C. Dopo circa 150 anni il controllo macedone finì e nella regione nacque nel 247 a.C. l'Impero partico, la cui capitale fu stabilita a Nisa, a 25 km dalla moderna capitale Aşgabat.
Durante questo periodo il Turkmenistan assunse importanza come tappa della via della seta, la principale via per gli scambi commerciali tra Asia ed Europa.
L'Impero partico cadde tra il 224 e il 228, seguito dalla dominazione dei Sasanidi (III secolo) e successivamente degli Eftaliti (V secolo), quando il cristianesimo divenne la religione predominante.
La regione passò poi agli Arabi e fu islamizzata nel VII secolo. La dominazione araba durò fino al IX secolo, seguita da diverse dinastie locali (Tahiridi, Samanidi, Ghaznavidi) fino all'XI secolo, in cui l'area diventò parte dello sterminato impero dei sultani turchi selgiuchidi. Nel XII secolo nacque nell'area il regno del Khwārizm (l'antica Corasmia), che entrò in guerra con i mongoli di Gengis Khan nel XIII secolo. I mongoli dominarono l'area per circa 150 anni. In seguito il conquistatore Tamerlano prese il controllo dell'area verso la fine del XIV secolo. Nel corso del XV secolo tribù turkmene appartenenti ai clan dei Qara Qoyunlu ("Montone nero") e degli Aq Qoyunlu ("Montone bianco") si disputarono il controllo dei territori della Persia stabilendovi un durevole dominio che avrà termine solo con l'avvento della dinastia dei Safavidi.
Dal XVI secolo in poi il territorio turkmeno fu prevalentemente controllato dal Khanato di Khiva, che fu spesso in dispute territoriali con il vicino Khanato di Bukhara a prevalenza uzbeka. Dopo varie vicende, nel XIX secolo la Russia pose sotto il proprio controllo i due khanati che divennero in un primo tempo Stati vassalli dello Zar. In seguito, nel 1865, la Russia assunse il pieno controllo di questi territori creando un'amministrazione speciale per il Turkestan, ovvero i territori centro-asiatici dell'impero popolati da etnie turche. Le tribù nomadi turkmene del deserto opposero una fiera resistenza all'occupazione russa ma nel 1885 dovettero soccombere come già avevano fatto i khanati locali.
Nel 1881 si era combattuta la battaglia di Geok Tepe tra russi e turcomanni. Dopo la Rivoluzione russa del 1917, il Turkmenistan divenne una delle repubbliche dell'Unione Sovietica (RSS Turkmena) nel 1924. Nel 1929 fu adottato l'alfabeto latino per la lingua turkmena sotto influenza della Turchia di Atatürk, ma Stalin reimpose il cirillico nel 1938. Il crollo dell'Unione Sovietica del 1991 diede la possibilità al Turkmenistan di ottenere l'indipendenza e tra le prime modifiche simboliche vi fu il ritorno all'uso dell'alfabeto latino usato dai popoli turchi.

## Geografia

### Confini
Il Turkmenistan, con i suoi 491 000 km², è il secondo Stato più grande dell'Asia centrale dopo il Kazakistan e il 52º al mondo per estensione. Confina a nord con il Kazakistan, a nord-est ed est con l'Uzbekistan, a sud-est con l'Afghanistan, a sud con l'Iran e a ovest è bagnato dal Mar Caspio.

### Morfologia
Il paesaggio del Turkmenistan è vario nonostante il deserto del Karakum occupi circa il 70% dell'intero territorio nazionale. A est ci sono i canyon e le lussureggianti montagne della Riserva Naturale di Kugitang, mentre a sud la catena del Kopet Dag svetta in direzione del Caspio. La catena montuosa di Kopet Dag costituisce la maggior parte del confine tra Turkmenistan e Iran. La vetta più alta del Turkmenistan è Ayrybaba. Il territorio a ridosso del Mar Caspio è particolarmente insolito: i canyon a nord di Türkmenbaşy, le montagne multicolori e il paesaggio lunare di molte zone lo rendono uno degli angoli più belli del paese.

### Idrografia
I fiumi principali del Turkmenistan sono l'Amu Darya (l'antico fiume Osso), che scorre lungo il suo confine nord-orientale in direzione del mare d'Aral, il Tejen e il Morghab.

### Clima
La posizione del Turkmenistan è responsabile d'un clima continentale, prevalentemente arido-desertico, con grandi escursioni di temperatura e scarse precipitazioni che cadono soprattutto in primavera.

### Natura
L'animale più noto, tra i tanti interessanti che popolano il Turkmenistan, è l'Akhal-Teke, un cavallo dal manto con sfumature dorate considerato uno degli antenati dei moderni purosangue. I dromedari sono diffusi ovunque ed è possibile vederli vagabondare tra i villaggi e le città. Nel Karakum sono presenti: la lucertola zemzen, l'ormai raro coccodrillo del deserto o varano grigio. È facile anche avvistare volpi del deserto, gufi e il comunissimo scoiattolo del deserto.
Tarantole e vedove nere sono entrambe specie indigene in Turkmenistan, sebbene s'incontrino difficilmente. La stagione dei serpenti è limitata ai mesi di aprile e maggio. Nel deserto è possibile imbattersi in cobra, vipere e scorpioni. Un detto folcloristico turkmeno sostiene che una volta che un serpente ti ha guardato negli occhi, sei destinato a morire di lì a poco se non sarai tu il primo a ucciderlo.

### Tutela dell'ambiente
La presenza dell'industria pesante è minima in Turkmenistan, pertanto la qualità dell'aria è decisamente buona; fa eccezione Aşgabat, avvolta da un velo quasi permanente di smog.

## Società

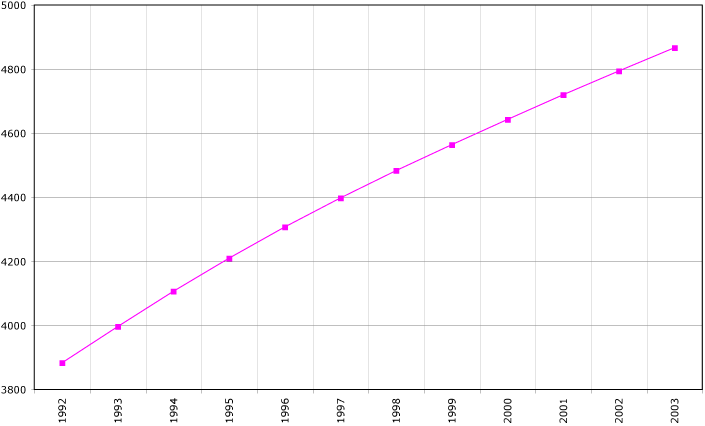
Crescita demografica dal 1992 al 2003

Secondo una stima ONU del luglio 2013, la popolazione del Turkmenistan è di 5 240 072 persone, mentre il censimento ufficiale del 2002 contava poco più di 4 800 000 abitanti. Sin dalla sua indipendenza il Turkmenistan ha avuto una crescita demografica costante ma moderata, senza incrementi molto alti. Oggi la crescita demografica è dell'1,6%, nonostante un tasso di natalità relativamente alto (25%) e uno di mortalità ridotto (6%). Infatti pesa molto la mortalità infantile, ancora elevata anche se in diminuzione: ogni mille nati vivi ne muoiono più di 53 nel giro dei primi anni di vita. La densità è di quasi 10 abitanti per chilometro quadrato, tra le più basse del mondo e la più bassa dell'Asia centrale, dopo quella del Kazakistan. L'aspettativa di vita è di 68 anni nel 2007, in notevole rialzo (nel 2006 sfiorava solo i 62 anni).

### Etnie
La composizione etnica turkmena è meno articolata che negli altri paesi dell'Asia centrale: infatti il gruppo nazionale, quello dei turkmeni ("turchi meridionali" anticamente "Turcomanni"), riunisce più dell'80% degli abitanti, permettendo così l'esistenza di minoranze solo ristrette, perlopiù uzbeki e russi. Altre minoranze sono quelle di kazaki, azeri, persiani, armeni e tatari. Questa relativa uniformità etnica ha un'importanza da non sottovalutare, poiché ha assicurato pace e stabilità molto meglio che in gran parte degli Stati confinanti. In Asia centrale la caduta dell'Unione Sovietica, e quindi il collasso di ciò che teneva unite le innumerevoli etnie della regione, ha lasciato una notevole frammentazione che ha naturalmente causato tensioni sociali fortissime, a volte sfociate in conflitti civili.
Segue la composizione etnica del Turkmenistan, secondo i dati dell'ultimo censimento dei gruppi etnici, effettuato nel 2012:
- Turkmeni 85,6%
- Uzbeki 5,8%
- Russi 5,1%
- Altri gruppi 3,5%

### Lingue
La lingua ufficiale è il turkmeno (lingua altaica "turco meridionale"), parlato come unica lingua dal 72% degli abitanti, mentre il russo è riconosciuto nella costituzione come lingua per la comunicazione tra diversi gruppi etnici. Quindi la lingua russa è molto conosciuta all'interno del paese, ed è da considerarsi la seconda, anche se non ufficiale, dopo il turkmeno. L'uzbeko è parlato abbastanza correntemente dalla comunità locale proveniente dall'Uzbekistan, ma anche presso altre popolazioni che abitano il paese. Altri idiomi sono correntemente parlati dal 7% degli abitanti.

### Religione
L'islam è la religione più praticata dai turkmeni, in maggioranza sunniti. Non mancano consistenti comunità sciite, ma questo non ha creato tensioni sociali fra le due diverse dottrine islamiche.
Awdy Kulyýew, primo Ministro degli esteri del Paese, ha detto che il Türkmenbaşy Saparmyrat Nyýazow avrebbe permesso ai musulmani di praticare la loro religione solo se questo avesse compreso il culto della sua personalità. Kulyýew ha aggiunto che i turkmeni non sono molto religiosi, ma che lo sarebbero diventati grazie alle politiche di Nyýazow stesso. In effetti, l'islam non viene sempre praticato nella sua forma originale: ciò è dovuto alla repressione durante l'era sovietica. Difficilmente tra i turkmeni si trova chi abbia letto interamente il Corano, o adotti le pratiche islamiche nella sua vita di tutti i giorni in maniera ossequiosa. Infatti sul sostrato islamico si è aggiunta, dopo la lunga stagione sovietica, la nuova filosofia di vita, basata sul culto della personalità del presidente, creata da Nyýazow. Pertanto, più che il Corano è il Ruhnama il libro spirituale dei turkmeni.
Attualmente nel Turkmenistan restano pochi cristiani, che erano la maggioranza ai tempi dell'Impero sasanide quando l'antica capitale Merv era centro del manicheismo e del cristianesimo nestoriano. Infatti la minoranza religiosa più consistente è quella cristiana ortodossa, della quale fa parte soprattutto la componente russa del Turkmenistan.
Segue la composizione religiosa del Paese:
- Musulmani 89%
- Cristiani ortodossi 9%
- Altro 2%

## Ordinamento dello Stato

### Suddivisioni amministrative

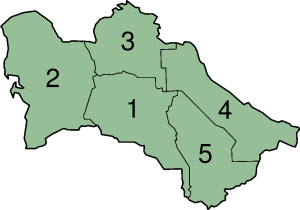
Province del Turkmenistan

Il Turkmenistan è diviso in cinque welayatlar (singolare - welayat) e una città autonoma (Aşgabat):
- Provincia di Ahal (1)
- Provincia di Balkan (2)
- Provincia di Daşoguz (3)
- Provincia di Lebap (4)
- Provincia di Mary (5)

## Inno nazionale
L'Inno nazionale del Turkmenistan è stato adottato nel 2008, su un testo in turkmeno del 1996, il cui autore fu il presidente del Turkmenistan Saparmyrat Nyýazow, mentre la musica è stata composta da Weli Muhadow .

## Istruzione

### Università
L'Università di Stato del Turkmenistan è stata fondata nel 1932 , e ribattezzata in onore del poeta turkmeno Magtymguly Pyragy nel 1993.

## Politica
Il Turkmenistan è una repubblica presidenziale. La Costituzione del Turkmenistan venne adottata nel 1992. Dopo il crollo dell'URSS e la conseguente indipendenza del paese, l'ex capo locale del sistema sovietico Saparmyrat Nyýazow assunse pieni poteri, detenendo la carica vitalizia di presidente assoluto (Türkmenbaşy, Padre dei Turkmeni) fino alla sua morte, avvenuta per infarto il 21 dicembre 2006.
La dittatura di Nyýazow è stata caratterizzata da un'impronta peculiarmente filosofica, basata sul Ruhnama, il Libro d'oro, dove Nyýazow espresse le proprie teorie filosofiche e politiche, il cui studio è obbligatorio per accedere a qualsivoglia carica pubblica. In base a questi precetti, il popolo turkmeno deve preservare al massimo i propri costumi da eventuali "corruzioni" esterne. Da ciò derivano le leggi che vietano le acconciature di capelli e barbe non tipiche del Turkmenistan, le norme che vietano la diffusione di musiche e libri non turkmeni e tante altre prescrizioni specifiche. Si può dunque parlare di un periodo di cosiddetta turkmenizzazione.
Il culto della personalità del presidente è stato coltivato in modo massiccio, attraverso varie iniziative pubbliche. Tra queste: la costruzione in ogni città del Paese di statue d'oro raffiguranti il capo che indica il sole (attraverso congegni a orologeria le statue sono in grado di seguire i movimenti solari); la modifica del calendario utilizzando nuovi nomi per giorni e mesi, tratti dai nomi della famiglia e della corte del Presidente; la diffusione capillare e iperbolica di immagini raffiguranti il Capo; l'esaltazione dei concetti di famiglia e clan del Presidente, anche attraverso l'inaugurazione di una politica matrimoniale (matrimoni d'alleanza) tra famiglie di alto rango del paese.
Il 26 dicembre 2006 il Consiglio del Popolo del Turkmenistan annunciò in un primo tempo che a Nyýazow sarebbe succeduto Durdy Durdyýew, allora vice ministro dello sport e del turismo, ma successivamente la nomina andò a Muhammetnazar Gurbanow, che l'11 febbraio 2007 fu sostituito da Gurbanguly Berdimuhamedow, rimasto presidente fino al 2022.
Berdimuhamedow fissò nuove elezioni invitando gli oppositori politici in esilio a rientrare in patria. Le elezioni presidenziali si tennero il 12 febbraio 2012.
A dicembre del 2013 si tennero le prime elezioni parlamentari multipartitiche, facendo terminare così i circa 21 anni di monopartitismo da quando il Turkmenistan è indipendente. Nuove elezioni si sono tenute nel 2018 e hanno visto il Partito Democratico del Turkmenistan conquistare la maggioranza relativa con 55 seggi su 125.
Tuttavia, il paese è di fatto una dittatura totalitaria e il ruolo del parlamento nella politica del paese è minimo. Anche alle elezioni presidenziali del 2017 è stato riconfermato presidente Gurbanguly Berdimuhamedow; alle elezioni del marzo 2022 gli succede il figlio Serdar, nominato un mese prima candidato presidente dal partito di governo. Il ruolo di Gurbanguly Berdimuhamedow nella politica del paese rimane tuttavia rilevante, soprattutto in seguito alla nomina a "leader nazionale" e alla riforma del Consiglio del popolo del Turkmenistan; in qualità di Presidente del Consiglio del popolo, Gurbanguly ha infatti diritto di parola su ogni questione ritenuta di interesse pubblico.

### Politica estera
Il Turkmenistan, a partire dalla sua indipendenza, ha come caposaldo della sua politica estera la neutralità permanente, come sancito anche dalla risoluzione del 12 dicembre 1995 dell'ONU; difatti il paese non partecipa ad alcuna organizzazione o alleanza militare, a parte la Comunità degli Stati Indipendenti dove però dal 2005 non è più membro bensì associato. Molti analisti però vedono la neutralità del Turkmenistan come una forma di isolazionismo, voluto inizialmente dallo stesso Nyýazow e dai suoi successori poi.

## Economia

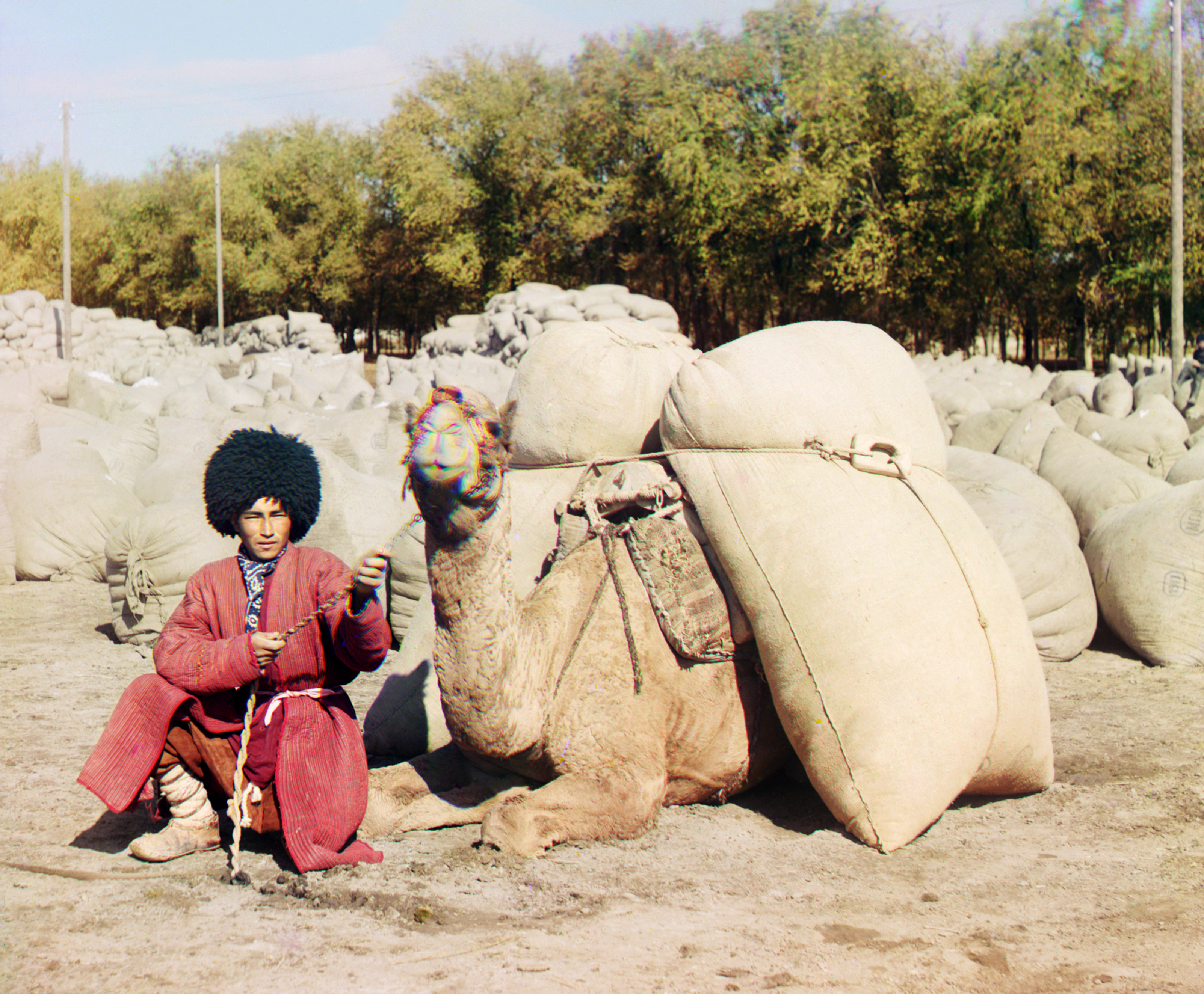
Un uomo turkmeno con un dromedario carico di derrate alimentari. La foto, di Sergej Michajlovič Prokudin-Gorskij, risale al 1905-1915.

L'economia è prevalentemente rurale, con circa metà della superficie irrigata del paese coltivata a cotone, di cui il Turkmenistan rappresenta il decimo produttore mondiale. Le enormi opere di canalizzazione effettuate dopo l'indipendenza hanno permesso di estendere di molto le coltivazioni, favorendo lo sviluppo dell'agricoltura. Oltre al cotone, si producono frutta, uva e pochi altri prodotti. La dipendenza dalle esportazioni di cotone rende molto vulnerabile l'intero apparato economico e commerciale interno, che di conseguenza è dipendente, nel proprio sviluppo, anche dalle fluttuazioni dei prezzi sul mercato internazionale. Diversificare l'economia concentrandola su altre produzioni, permetterebbe di rendere più stabile e sicura la crescita economica. Il settore primario è costituito però anche dall'allevamento, che, un tempo prevalentemente nomade, si è sedentarizzato dopo la costruzione di numerosi pozzi; si allevano perlopiù ovini, per ottenere carne e lana. Nel Mar Caspio è praticata la pesca commerciale, che fornisce soprattutto storioni e trote ed è discretamente sviluppata.
Importanti sono le riserve di gas naturale e di petrolio (quelle di gas naturale sono le quinte al mondo), meno importanti quelle di tungsteno e mercurio. L'uso delle riserve di gas è però fortemente limitato dall'assenza di vie adeguate per l'esportazione. Però negli ultimi anni sono stati siglati importanti accordi per la gestione delle esportazioni di gas, in particolare per dove debbano essere rivolte, questione delicata e non facile da risolvere. In questo settore, come del resto in tanti altri, le privatizzazioni sono state limitate. Nel 1994 il rifiuto della Russia di esportare verso i mercati con valute forti il gas turkmeno, provocò una brusca caduta della produzione industriale e mise in seria crisi le finanze statali, sprovviste quindi di entrate significative in questo settore. Proprio per questo si preferì orientare l'economia verso le esportazioni di cotone, accentuandone la dipendenza da questo prodotto.
Con un PIL pro capite a parità di potere d'acquisto di 8 641 dollari nel 2012, il Turkmenistan si attesta come il paese economicamente più avanzato dell'Asia centrale dopo il Kazakistan. La crescita economica si è mantenuta su buoni livelli, passando dal 6% del 2003 al 23,1% del 2004, segnando un notevolissimo incremento. Tuttavia, il PIL è tornato negli ultimi anni a crescere come prima, del 7,5% nel 2005 e del 6% nel 2006. Ma ancora enormi sono i problemi finanziari da affrontare, e nei quali il paese si dibatte sin dall'indipendenza. L'isolamento internazionale durante il regime di Nyýazow ha portato a un declino economico dal quale solo da qualche anno il paese si riprende. La disoccupazione, tra le più alte al mondo, è del 60%; l'inflazione è all'11% ed è in fase di crescita, stando a dati del 2003 il 58% della popolazione vive sotto la soglia di povertà. Nel complesso il sistema economico, benché in buona crescita, stenta a decollare e si presenta come fragile e precario. L'Indice di Sviluppo Umano, statistica ONU che misura la qualità della vita, è in costante diminuzione.
Dopo il crollo del sistema sovietico, ci sono state nel paese soltanto limitate privatizzazioni e non c'è stato un completo passaggio al sistema di mercato. Anche il debito estero rappresenta un grave problema.
La povertà è molto diffusa e la popolazione spesso ridotta allo stremo è priva di elettricità, gas e acqua, sebbene questi beni vengano forniti gratuitamente dal regime. Nella capitale sono state fatte numerose grandi opere, finanziate dal regime a scopo propagandistico.

## Cultura

### Letteratura

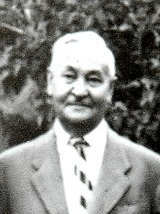
Berdi Kerbabayev, tra i maggiori esponenti della letteratura turkmena

Storicamente le letteratura turkmena si inserisce nel più vasto alveo delle letterature in lingue turche del ceppo oghuz, di cui la più famosa fu senza dubbio la letteratura in turco ottomana, ampiamente influenzate da generi e stili della letteratura persiana. Perciò scrittori e poeti di etnia turkmena sin dal Medioevo si espressero prevalentemente in una di queste due lingue dalla grande tradizione letteraria, ossia il persiano e il turco ottomano. Al XV secolo risale probabilmente la prima redazione scritta di una grande saga epica in prosa: il Dede Korkut, che circolava oralmente da almeno due secoli, rivendicata peraltro come epos nazionale anche dagli attuali azeri e dai turchi della repubblica turca. Il XVIII secolo è dominato dalla figura del poeta-filosofo Magtymguly Pyragy, leader spirituale turkmeno. Comunque solo a partire dalla seconda metà dell'Ottocento, con l'aumento dell'influenza europea (russa e francese soprattutto), si avrà gradualmente un processo di acquisizione-formazione identitaria che porterà alla creazione della moderna letteratura nazionale turkmena, processo che si consoliderà e giungerà a piena maturazione nel successivo periodo sovietico.
Con la costituzione della Repubblica Socialista Sovietica del Turkmenistan si avrà il passaggio dall'alfabeto arabo all'alfabeto cirillico, e non pochi scrittori adotteranno il russo o saranno bilingui. Nel 1929 fu adottato ufficialmente l'alfabeto latino, ma dal 1938 fino al 1991 fu reinserito il cirillico.
A livello estetico e tematico, la letteratura turkmena di epoca sovietica si troverà ampiamente sintonizzata con i dettami del "realismo socialista". Con la recentemente riacquistata indipendenza, dopo la caduta dell'URSS, si sono messe in moto altre complesse dinamiche di distanziamento dalla cultura russa e di contemporaneo rinsaldamento del legame con la tradizione letteraria turco-ottomana persiana e islamica da un lato, e con il patrimonio folklorico-culturale panturco dall'altro. Il passaggio all'indipendenza non ha invece significato maggior libertà di espressione per gli scrittori come prova emblematicamente il caso del noto romanziere Rahim Esenov (n. 1927), arrestato e ancora alle prese con gli strali della censura per un suo romanzo storico (The crowned Wanderer, scritto nel 1994, ambientato nel XVI secolo) sgradito alle autorità. Dal 1991 viene usato solo l'alfabeto latino, con alcune modificazioni.

### Il culto della personalità di Nyýazow e la nascita del Ruhnama
Nel 2001, nel contesto del culto della personalità del presidente turkmeno Saparmyrat Nyýazow si afferma un libro, scritto dallo stesso presidente Nyýazow, dal titolo Ruhnama (il libro dell'anima): in due volumi, si caratterizza per una visione della vita e della storia, anche turkmena, vista dallo stesso Nyýazow: per lungo tempo il libro sacro dei turkmeni, lo è stato in un certo senso anche dopo la morte di Nyýazow.

### Arte
L'arte preislamica del territorio turkmeno va inquadrata nella storia dell'arte delle grandi formazioni storico-culturali succedutesi nell'area: achemenide, greco-battriana, partica, sasanide. L'arte turkmena contemporanea si inserisce nella grande tradizione dell'arte islamica cui, dal XIX secolo, si sono via via aggiunti gli influssi di correnti occidentali soprattutto attraverso la mediazione della cultura russa zarista e, più tardi, sovietica (realismo socialista, "forme nazionali" di arte, ecc.).

### Patrimoni dell'umanità
L'importanza del patrimonio culturale del Turkmenistan è testimoniato anche dalla presenza di alcuni siti inseriti nella Lista dei patrimoni dell'umanità dell'UNESCO.

### Musica
Un tipico strumento musicale è costituito dal dutar. In ambito musicale spiccano Annagül Annagulyýewa, prima cantante lirica di fama internazionale dal Turkmenistan, e Medeniýet Şahberdiýewa.

### Gastronomia
La cucina turkmena si colloca nell'ambito delle cucine dell'Asia centrale.

### Missioni spaziali
Il 27 aprile 2015 viene lanciato TurkmenAlem52E/MonacoSat, il primo satellite turkmeno nello spazio.

## Sport
Due volte alla fase finale della Coppa d'Asia, nel 2004 e nel 2019, la nazionale di calcio del Turkmenistan ha come suo attuale capocannoniere Çariýar Muhadow, con 13 reti.
Nel sollevamento pesi ricordiamo inoltre Ýulduz Jumabaýewa, campionessa del mondo .
Il Turkmenistan ai Giochi olimpici ha vinto la sua prima medaglia nel sollevamento pesi con Polina Gurýeva, medaglia d'argento a Tokyo 2020.

## Festività nazionali
| Data         | Nome                                                            | Significato                                                        |
| ------------ | --------------------------------------------------------------- | ------------------------------------------------------------------ |
| 19 febbraio  | Giorno della bandiera                                           | Celebra l'adozione del vessillo nazionale                          |
| 8 maggio     | Giorno degli Eroi nazionali della seconda guerra mondiale       | Ricorrenza della seconda guerra mondiale                           |
| 9 maggio     | Giorno della vittoria                                           | Ricorrenza della vittoria dell'URSS sulla Germania nel 1945        |
| 18 maggio    | Giorno della Rinascita, dell'Unità e della Poesia di Magtymguly | Compleanno del poeta Magtymguly Pyragy, leader spirituale turkmeno |
| 27 giugno    | Giorno dei lavoratori turkmeni, della cultura e dell'arte       | Festa dei lavoratori                                               |
| 27 settembre | Giorno dell'indipendenza (Garaşsyzlyk baýramy)                  | Celebra l'indipendenza dall'Unione Sovietica, nel 1991             |
| 12 dicembre  | Giorno della neutralità                                         | Celebra la dichiarazione di neutralità del Turkmenistan            |